# Anna Gerresheim
Anna Louise Adolphine Eduardine Gerresheim, née le 8 mars 1852 et morte le 1er décembre 1921, est une paysagiste, portraitiste et graveuse allemande. Elle est de ceux qui ont fondé une colonie d'artistes à Ahrenshoop sur la mer Baltique.

## Biographie
Née en 1852, elle est la troisième des huit enfants d'Eduard Adolph Gerresheim, membre du conseil municipal de Ribnitz, et de sa femme Dorothea Henriette. Bien que les femmes ne soient pas autorisées à fréquenter les académies d'art à cette époque, ses parents lui permettent, en 1874, d'étudier à l'école d'art d'August Tom Dieck (1831-1893) à Dresde. Après la mort de son père en 1876, elle passe quatre ans à Berlin à l' Académie prussienne des arts, étudiant dans la « classe des dames » de Karl Gussow. En 1880, elle visite la colonie d'artistes du Hornbæk danois. En 1882, elle passe trois mois à Londres et au Pays de Galles, où elle réalise plusieurs portraits sur commande. En 1883, elle est trois mois à Paris en visite d'étude auprès de Emile Auguste Carolus-Duran et Jean-Jacques Henner. En 1884, elle devient membre de l'Association berlinoise des femmes artistes. En 1885, elle découvre Ahrenshoop et en 1892, avec sa sœur Bertha (1846-1916), y fait construire une maison. Ils sont rejoints en 1906 par sa sœur Auguste (1838-1908), qui, comme Bertha, est également peintre. Aucune des trois sœurs n'est mariée et ni Bertha ni Auguste n'atteignent la renommée de leur sœur cadette. Anna Gerresheim meurt à Ahrenshoop et est inhumée au Schifferfriedhof (cimetière des marins) dans le village.

## Œuvre
Gerresheim crée principalement des portraits et des peintures de genre pendant ses années à l'académie de Berlin. Elle peint de nombreuses études de paysage de la mer Baltique après 1880, influencée par son séjour à Hornbæk et par les peintures de pêcheurs de Peder Severin Krøyer et les paysages marins de Kristian Zahrtmann. En 1881, un de ses tableaux est présentée à l'exposition académique d'art de Berlin. Elle participe à partir de 1884 aux expositions de l'Association berlinoise des femmes artistes et est membre du club de Munich pour la gravure originale. Elle réalise principalement des tableaux représentant la côte baltique pendant son séjour à Ahrenshoop. Elle y est toujours en activité après 1918 lorsque de nombreux artistes ont quitté le village.

## Œuvres (sélection)

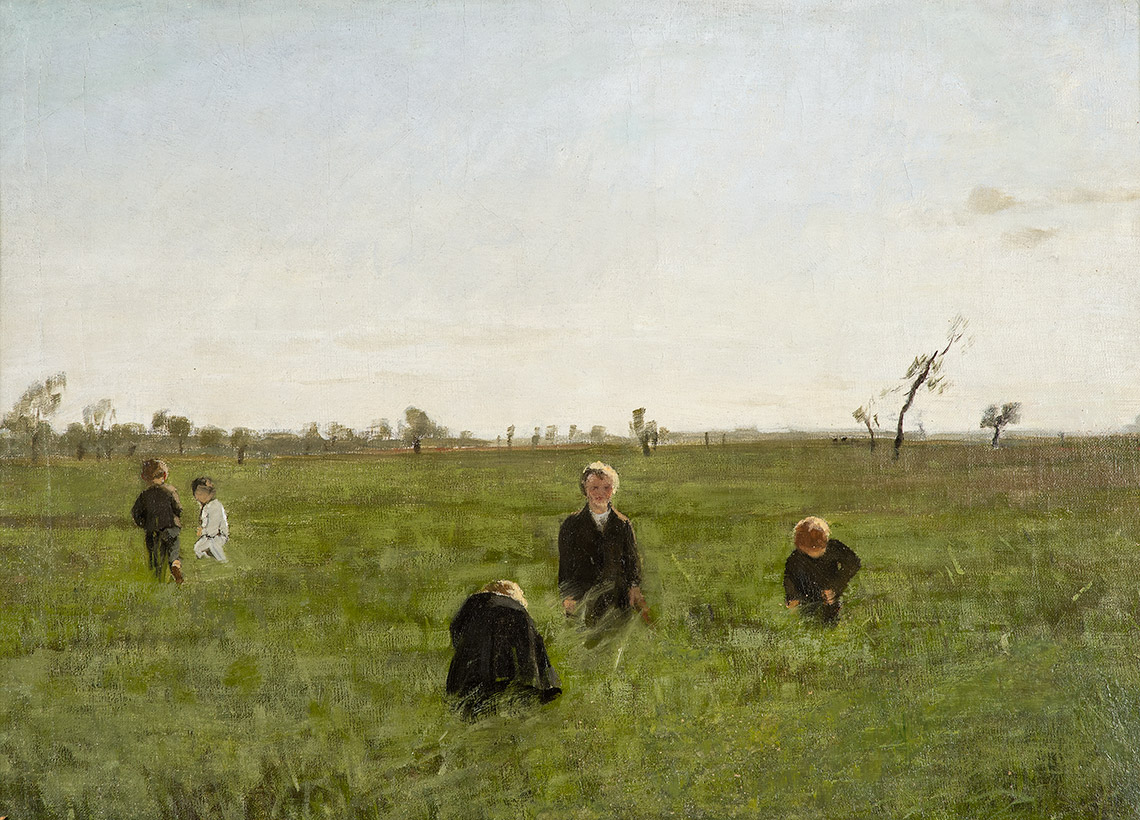
Spielende Kinder à einer Boddenwiese, um 1895 (Enfants jouant sur une prairie de la lagune).

- Buchenwald (Bois de hêtres) (1885)
- Weiden am Abendhimmel (Arbres de saule dans le ciel du soir) (1890)
- Fischerkaten am Bodden (Cabanes de pêche à la lagune) (1895)
- Jakob sieht im Traum die Himmelsleiter (Jacob dans un rêve voit l'échelle vers le ciel) (1895)
- Spielende Kinder à einer Boddenwiese (Enfants jouant sur une prairie de la lagune) (1895), Art Museum Ahrenshoop (Kunstmuseum)
- Darßer Wald (Forêt de Darss ) (1905)
- Selbstbildnis (Autoportrait) (1905)
- Weidelandschaft (Pâturage)
- Bauerngehöft (Ferme ) ; Musée d'histoire culturelle de Rostock (Kulturhistorisches Museum)
- Hamburger Stimmungen (Humeurs de Hambourg ) (1884) - 11 Gravures
- Berliner Blätter (Feuilles de Berlin) (1885–1890) - 6 Gravures

## Expositions

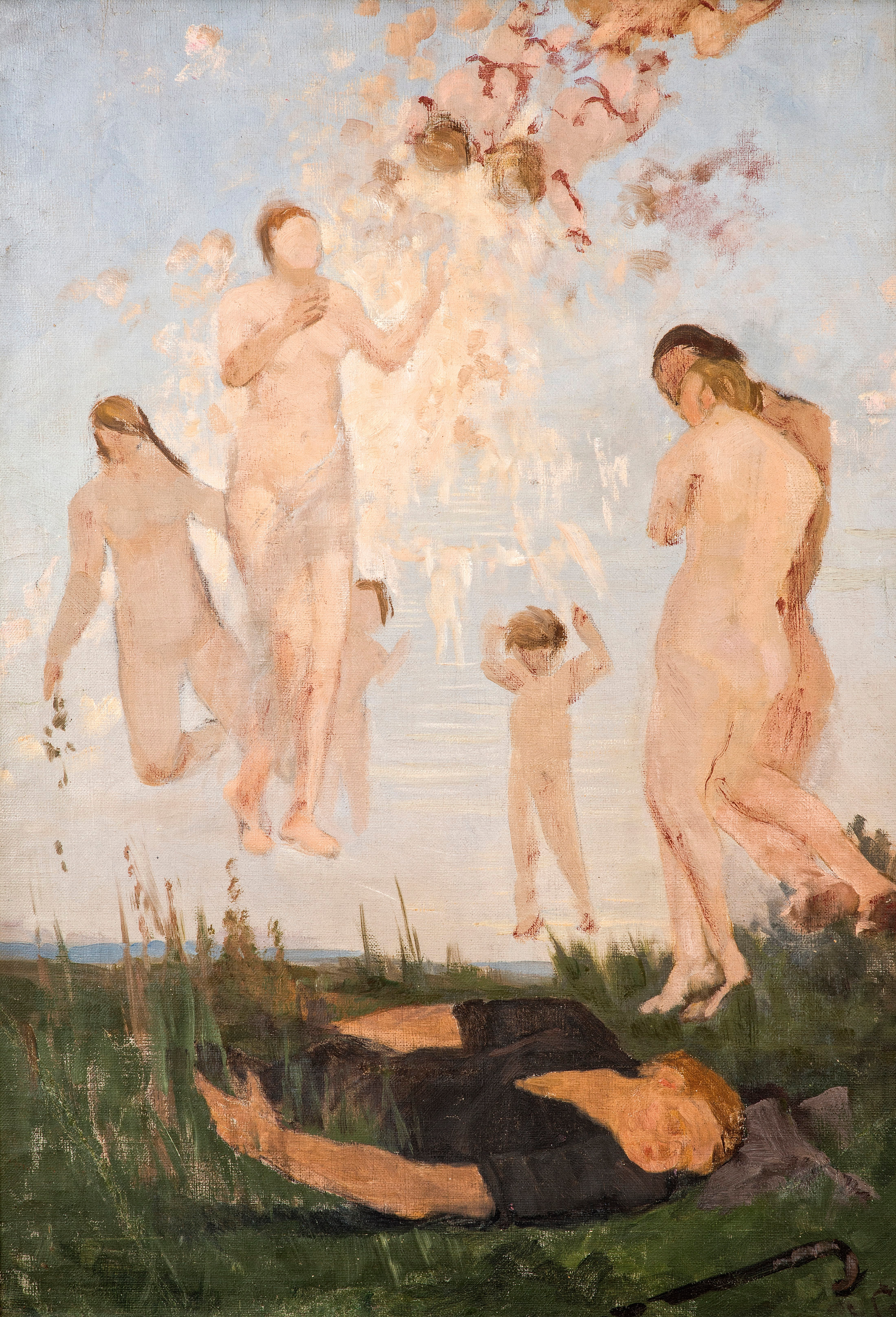
Jakob sieht im Traum die Himmelsleiter (Jacob dans un rêve voit l'échelle vers le ciel).

- Jusqu'en 1914 : plusieurs expositions à l'Académie Royale des Arts de Berlin[1], la Grande Exposition d'Art de Berlin[2],[3] et au palais des Glaces de Munich[4].
  - 1881 : Aus dem Thiergarten bei Berlin (Du Tierpark Berlin ) (1881)
  - 1888 : Haidelandschaft (paysage de bruyère) (1888)
  - 1889 : Märkische Landkirche à Parlow ( Province de Brandebourg, Country Church) (1889)
  - 1893 : Eine Wildniss (Un désert) (1893)
  - 1897 : März (mars) (Tempera) (1897)
- Exposition de l'Association berlinoise des femmes artistes :
  - 1884 : Gänsehüterin dans le Mecklembourg (éleveur d'oies dans le Mecklembourg) et Kartoffelaufnehmer (ramasseur de pommes de terre)
  - 1894 : Oktoberwald (forêt d'octobre) (Tempera), Spillbaumgruppe[5]
- 1911 : Exposition des arts du Mecklembourg à Schwerin : hiver à Ahrenshoop
- 1928 : Exposition commémorative à la Grande exposition d'art de Berlin
- 2002 : Dünenhaus Ahrenshoop et Singer – Museum Laren Pays Bas
- 2003/2004 : Anna Gerresheim - das Grafische Werk - von der Griffelkunst zum Erlebnis der Farbe, Musée d'histoire culturelle, Rostock et Kunstkaten Ahrenshoop (l'œuvre graphique - de l'art du stylet à l'expérience de la couleur)